# Зиновьевский округ
Зино́вьевский о́круг (укр. Зинов'євська округа) — единица административного деления Украинской ССР, существовавшая с апреля 1923 по сентябрь 1930 года. Административный центр — город Зиновьевск.
Образован в 1923 году в составе Одесской губернии под названием Елисаветградский округ. 7 августа 1924 года вместе с переименованием окружного центра переименован в Зиновьевский округ. Изначально делился на 13 районов. Районное деление неоднократно менялось.
С 1 августа 1925 года губернии на Украине были упразднены, и округ перешёл в прямое подчинение Украинской ССР.
Округ упразднён 15 сентября 1930 года, как и большинство округов УССР. Районы переданы в прямое подчинение Украинской ССР.
По данным переписи 1926 года численность населения составляла 770,0 тыс. чел. В том числе украинцы — 82,8 %; русские — 8,9 %; евреи — 4,3 %; молдаване — 3,0 %.
На 1 января 1926 года население округа составляло всего: 749.190, в том числе городское — 51.558, сельское — 697.632;

## Районы
На момент образования в округ входили следующие районы:
- Бобринецкий (Бобринец)
- Великовисковский (Великая Виска)
- Братский (Братское)
- Елизаветградковский (Елизаветградка)
- Елисаветградский (Елисаветград, в 1924 году город был переименован в Зиновьевск, а район — в Зиновьевский)
- Злынковский (Злынка)
- Компанеевский (Компанеевка)
- Мало-Висковский (Малая Виска)
- Новомиргородский (Новомиргород)
- Новоукраинский (Новоукраинка)
- Ровнянский (Ровное)
- Устиновский (Устиновка)
- Хмелевский (Хмелевое)

В 1925 году, после расформирования Александрийского округа, в Зиновьевский округ также были включены следующие районы:
- Верблюжский (Верблюжка)
- Знаменский (Знаменка)
- Новгородковский (Новгородка)
- Новопражский (Новая Прага)
- Цибулёвский (Цибулёво)

В период существования округа были упразднены Верблюжский, Злынковский и Цибулёвский районы

## Руководство

### Председатели исполнительного комитета Зиновьевского окружного совета
- 1923 — 05.1925 — Радченко, Григорий Павлович (в партии -РСДРП (б) с 1917; годы жизни 1890—1940).
- 1925—1926 — Мануйленко, Александр Илларионович (1917; 1895—1938).
- 1927—1928 — Горбань, Михаил Карпович (1917; 1889—1937).
- 1928—1929 — Бега, Федот Федотович (1919; 1893—1970).
- 1929—1930 — Голубятников, Михаил Данилович (1920; 1897—1937).